# Lasy Skarżyskie
Lasy Skarżyskie (kod PLH260011) – specjalny obszar ochrony siedlisk sieci Natura 2000, zlokalizowany na terenie województw mazowieckiego i świętokrzyskiego, na zachód od Skarżyska-Kamiennej. Obszar obejmuje powierzchnię 2388,81 ha. 
Teren składający się z siedmiu powiązanych ze sobą enklaw wyznaczony został w celu długotrwałego zabezpieczenia naturalnych siedlisk życia oraz populacji zagrożonych wymarciem gatunków zwierząt (z wyłączeniem ptaków) takich jak: czerwończyk nieparek Lycaena dispar, pachnica dębowa Osmoderma eremita (Osmoderma barnabita), przeplatka aurinia Euphydryas (Eurodryas, Hypodryas) aurinia.

## Siedliska pod ochroną
- suche wrzosowiska (Calluno-Genistion, Pohlio Callunion, Calluno-Arctostaphylion)[1]
- górskie i niżowe murawy bliźniczkowe (Nardion – płaty bogate florystycznie)[1]
- zmiennowilgotne łąki trzęślicowe (Molinion)[1]
- torfowiska przejściowe i trzęsawiska (przeważnie z roślinnością z Scheuchzerio-Caricetea)[1]
- kwaśne buczyny (Luzulo-Fagetum)[1]
- żyzne buczyny (Dentario glandulosae Fagenion, Galio odorati-Fagenion)[1]
- bory i lasy bagienne (Vaccinio uliginosi Betuletum pubescentis, Vaccinio uliginosi Pinetum, Pino mugo-Sphagnetum, Sphagno girgensohnii-Piceetum) i brzozowo-sosnowe bagienne lasy borealne[1]
- łęgi wierzbowe, topolowe, olszowe i jesionowe (Salicetum albo-fragilis, Populetum albae, Alnenion glutinoso-incanae) i olsy źródliskowe[1]
- wyżynny jodłowy bór mieszany (Abietetum polonicum)[1]